# Stazione di Bianco
La stazione di Bianco è una stazione ferroviaria posta al km 396+573 della ferrovia Jonica. Serve il centro abitato di Bianco.

## Storia
La stazione venne costruita in corrispondenza dell'abitato costiero di Bianco e aperta con il nome di "Bianconovo" il 1º ottobre 1868 contestualmente all'attivazione della lunga tratta ferroviaria della ferrovia Jonica fino alla stazione di Lazzaro.
Il nome "Bianco" venne adottato con l'entrata in vigore dell'orario ufficiale del 4 ottobre 1959.

## Strutture e impianti
La stazione dispone di 2 binari per il servizio viaggiatori. Il terzo binario è stato dismesso.

## Movimento
La stazione è servita da treni regionali operanti sulla relazione Reggio Calabria - Catanzaro Lido e Reggio Calabria - Roccella Jonica

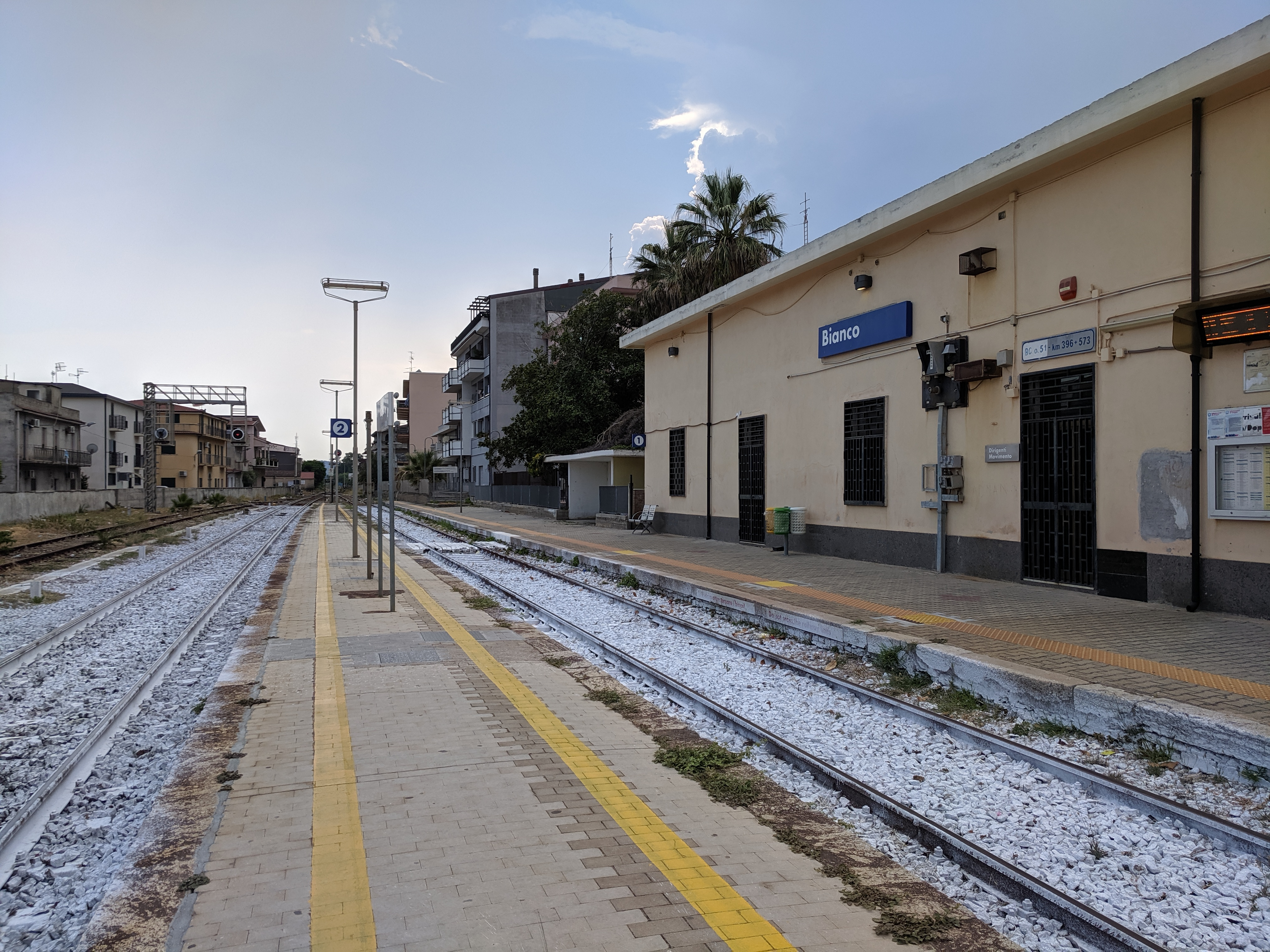
Vista binari